# Epsom Hospital
Das Epsom Hospital ist ein Krankenhaus in Epsom, einer Vorstadt von London, das sowohl dem Imperial College London als auch dem St George’s der University of London als Lehrkrankenhaus dient.

## Geschichte

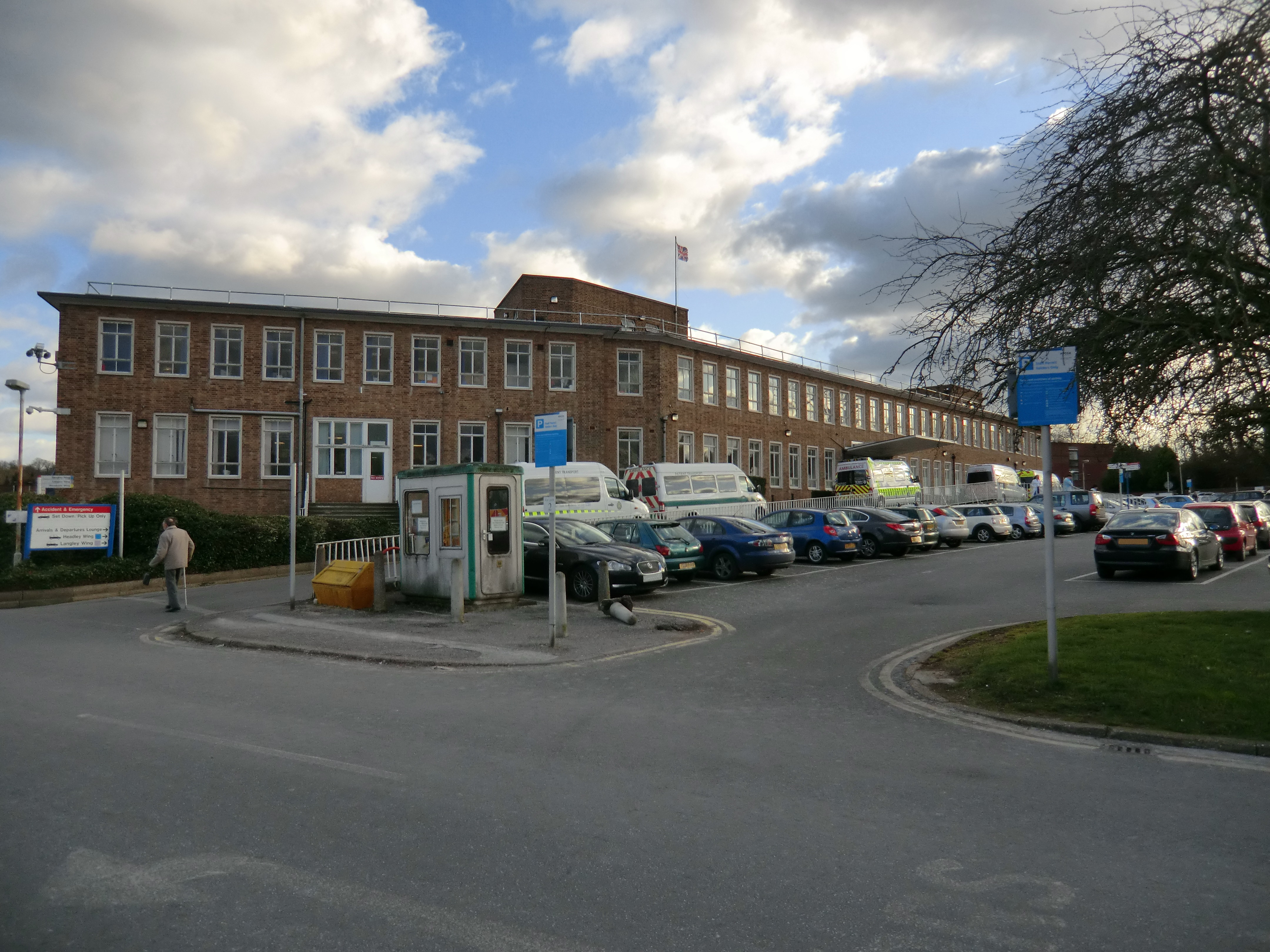
Der Eingangsbereich des Epsom Hospital

Das erste Krankenhaus in Epsom wurde ab 1871 in den umfunktionierten Gebäuden der Pembroke Cottages eingerichtet und 1873 mit acht Betten als Epsom and Ewell Cottage Hospital eröffnet. Vier Jahre später, 1877, erfolgte ein Umzug an den Hawthorne Place. Anlässlich des goldenen Thronjubiläums von Victoria, der Königin des Vereinigten Königreiches, wurde ein neues Krankenhaus an der Alexandra Road errichtet, das 1889 von Prinzessin Maria von Teck offiziell eingeweiht wurde.
Die ersten Gebäude auf dem heutigen Klinikgelände an der Dorking Road wurden 1890 erbaut und über fünfzig Jahre lang als gemeinnützige Einrichtung betrieben, ehe 1949 der lokale Trust des National Health Service gegründet wurde. Zu dieser Zeit verfügte das Krankenhaus über vierzig Betten. Das bis dahin weiterhin bestehende Cottage Hospital zog 1988 um und wurde von da an als West Park Hospital bezeichnet. Die alten Gebäude an der Alexandra Road wurden in eine chirurgische Praxis umgewandelt.
Zeitweise liefen Verhandlungen über eine Aufnahme des Krankenhauses in den benachbarten Ashford and St Peter’s Hospitals NHS Foundation Trust, die im Oktober 2012 aber zunächst scheiterten, so dass das Epsom Hospital auf nicht absehbare Zeit weiterhin vom bisherigen Trust getragen wird.

## Kennzahlen und Trägerschaft
Das Epsom Hospital verfügt über 352 Betten und behandelt in seinem Accident and Emergency Service jährlich etwa 44.000 Patienten. Weite Bekanntheit genießt das Krankenhaus vor allem durch das Southwest London Elective Orthopaedic Centre, das auf dem Klinikgelände in Kooperation mit mehreren benachbarten Trusts betrieben wird. Das Krankenhaus wird vom örtlichen Trust des National Health Service getragen, der daneben weitere Krankenhäuser im südwestlichen London und in der Grafschaft Surrey betreibt.

## Universitäre Ausbildung
Das Epsom Hospital dient sowohl dem eigenständigen Imperial College London als auch dem St George’s der University of London als Lehrkrankenhaus. Zu diesem Zweck befinden sich auf dem Klinikgelände sowohl ein Undergraduate als auch ein Postgraduate Centre und die Sally Howell Library, eine Bibliothek, die eine entsprechende Lehrbuchsammlung zur Verfügung stellt.